# South Side (Chicago)

Mappa di Chicago

South Side (in italiano letteralmente: "lato sud") è una grande frazione della città di Chicago (della Contea di Cook, negli Stati Uniti). Insieme a West Side e North Side è una delle tre macro-aree centrali della città. La maggior parte di esse in origine erano città indipendenti come Hyde Park Township che come molte altre votò per essere annessa il 29 giugno 1889.

## Storia
Con le sue fabbriche, impianti di impacchettamento carni il South Side vide un periodo di grande immigrazione che cominciò negli anni '40 dell'800 e continuò fino alla Seconda Guerra mondiale. Tra le nazionalità maggiormente coinvolte vi furono irlandesi, italiani, polacchi, lituani e jugoslavi;  in particolare si stanziarono nei quartieri adiacenti alle aree industriali.
Le bande di strada sono state molto frequenti nei quartieri di South Side per oltre un secolo, con la presenza di immigrati irlandesi che lottarono contro altri migranti europei e afroamericani.

Altri quartieri invece sono stati relativamente sicuri, per essere in una grande città.

Dagli anni Sessanta le bande come i Vice Lords tentano di migliorare la loro immagine pubblica oscillando tra avventure criminali e programmi di operazione sociale finanziati dal governo e da privati, sebbene già negli anni Settanta le bande ritornino nella loro spirale di violenza e di traffico di droga.

Dal 2000 le tradizionali bande a componente unicamente maschile accolgono anche donne (è registrata circa il 20% di presenza femminile).

### Housing sociale
Uno dei problemi di questa contea è l’alto tasso di criminalità e povertà, infatti in questa “situazione sociale” è ambientata la serie televisiva Shameless che narra le vicende della famiglia Gallagher, in cui oltre a combattere con i problemi familiari deve vedersela anche con la povertà e il ghetto del South Side (bande, drogati, criminali).

### Gentrificazione
La gentrificazione di Chicago è un processo che ha alterato la composizione demografica di alcuni quartieri di Chicago, diminuendo la percentuale di residenti delle minoranze a basso reddito e aumentando la percentuale di residenti tipicamente bianchi e con reddito più alto.

La gentrificazione è stata un problema tra i residenti dei quartieri delle minoranze di Chicago, che credono che l'afflusso di nuovi residenti destabilizzi le loro comunità, e i gentrifier che lo vedono come un processo che migliora economicamente un quartiere.

I ricercatori hanno discusso il significato dei suoi effetti sui quartieri e se porti o meno allo sfollamento dei residenti. Alcuni ricercatori affermano che la perdita di alloggi a prezzi accessibili ha un impatto principalmente sui residenti delle minoranze più povere e li costringe a lasciare i loro quartieri, il che destabilizza le loro comunità culturali.
I fattori associati e utilizzati per misurare la gentrificazione a Chicago sono i cambiamenti nel numero di residenti con diplomi di laurea, il reddito familiare medio, la composizione razziale, le osservazioni visive e la presenza di caffetterie.

Alcuni studi hanno rilevato che la gentrificazione danneggia i quartieri vicini che non sono stati gentrificati perché perdono opportunità di investimento, soprattutto per i quartieri delle minoranze nere più povere. A causa delle tendenze etnografiche associate alla gentrificazione, ad esempio, uno studio ha rilevato che le comunità che sono per il 90% nere hanno meno probabilità di essere gentrificate e questi quartieri non sono in grado di beneficiare del rinnovamento urbano o degli investimenti.
Nel 2021 sono state vendute più nuove case nella comunità di South Side, un'area storicamente significativa per la comunità nera della città, rispetto a qualsiasi altro quartiere. Ciò è dovuto a un afflusso di residenti in cerca di convenienza che non riescono a trovare altrove senza sacrificare l'accesso al centro città e al lungolago. Ma il modo in cui il quartiere si sta gentrificando potrebbe non espellere molti residenti attuali e potrebbe diventare un modello per altre aree.

Ciò che rende la transizione di Bronzeville diversa da altri luoghi di Chicago, dove la gentrificazione ha spostato i residenti di lunga data, come Pilsen e l'area del sentiero 606, è che il quartiere ha migliaia di lotti liberi causati da anni di disinvestimenti. Gli investitori, che una volta li vedevano come un pugno nell'occhio che deprimeva i valori della casa nell'area, ora si stanno affrettando a svilupparli. Questo sta alzando il profilo abitativo e di reddito della zona senza allontanare i residenti.

Molte di queste case sono state ristrutturate dal 2017, con più di 250 case vendute per $ 500.000 o più. Inoltre, la pandemia potrebbe aver aiutato la vendita delle case in un quartiere che è stato lento ad attrarre attività che di solito spuntano in un mercato immobiliare caldo, come ristoranti e caffè.

## Demografia
Ha una popolazione di 752.496 persone, di cui oltre il 93% è di colore.

## Museo e biblioteca
- Barack Obama Presidential Center